# Ступников, Георгий Иванович
Георгий Иванович Ступников (10 апреля 1927 года, с. Петровское, Ставропольский край — 2 марта 2011 года, г. Ульяновск, Ульяновская область) — первый председатель Ульяновского Горсовета, первый представитель президента в Ульяновской области, участник Великой Отечественной войны, Почётный гражданин города Ульяновска (2003).

## Биография
Родился 10 апреля 1927 года в Ставропольском крае в селе Петровское (ныне Светлоград), с 1930 года жил в Москве. Закончил 7 классов школы.

### Участие вВОВ
В январе 1942 года, приписав к своему возрасту три года, пошёл на фронт. Вскоре за мужество ему было присвоено звание сержанта и назначение командиром взвода. В 1943 году в 16-летнем возрасте стал командиром роты артиллеристов 2-й Таманской дивизии 20-го Гвардейского Будапештского корпуса.

### Образование и трудовая деятельность
В 1945 году после окончания курса военных переводчиков отправился служить в Иран. После возвращения в 1947 году с отличием окончил Сумское артиллерийское училище. В дальнейшем с отличием окончил Харьковские курсы «Выстрел», высшую школу тренеров при институте имени Лесгафта . Продолжил службу в Среднеазиатском военном округе.
1953 год — военный комиссар г. Белая Церковь.
25 августа 1953 года — уволен в запас из рядов СА, далее преподавал физподготовку в техническом училище.
В 1955 году с золотой медалью окончил школу рабочей молодежи. С 1955 по 1961 год учился в МВТУ им. Баумана по специальности «Приборостроение», одновременно работая на ЗИЛе мастером-литейщиком.
В 1961—1967 годы жил в Казани, работая в конструкторском бюро оборонной техники, затем в КБ Компрессорного завода. Одновременно учился на юридическом факультете Казанского университета.
В мае 1967 года был переведен в Ульяновск заместителем главного конструктора Ульяновского филиала ЦМ НИИ, ныне НПО «Марс» . В 1988 году вышел на пенсию.

### Общественная и политическая деятельность
Георгий Иванович всегда активно участвовал в общественной жизни Ульяновской области. После выхода на пенсию на общественных началах работал в областном отделе образования. Также стал одним из организаторов Ульяновского городского политклуба и возглавлял его.
В марте 1990 года выбран депутатом городского Совета народных депутатов, избран его председателем.
С 16 октября 1991 года по 23 декабря 1994 года — Полномочный представитель Президента РФ по Ульяновской области.
Академический советник РАЕН с 1996 г.
Член Президиума Ульяновского научного центра «Ноосферные знания и технологии» РАЕН.
Вице-президент Общероссийского фонда информационной поддержки правовой экономики.
Похоронен на Северном (Ишеевском) кладбище.

## Награды
- орден Отечественной войны 1 степени
- орден Отечественной войны 2 степени
- медаль «За боевые заслуги»
- медаль «За оборону Кавказа»
- медаль «Ветеран труда»

и другие.
Ряд грамот-благодарностей от Верховного Главнокомандующего Сталина и командующего 1-м Украинским фронтом Конева.
Решением президиума РАЕН удостоен высшей награды академии — присвоения почетного звания с вручением ордена на ленте «Рыцарь науки и искусств».